# オドリホウオウ
オドリホウオウ（踊鳳凰、学名: Euplectes jacksoni ）は、スズメ目ハタオリドリ科に分類される鳥の1種。ケニアおよびタンザニアにのみ生息する。
種小名と英語名は、イギリス出身の探検家フレデリック・ジョン・ジャクスンにちなむものである。

## 分布
熱帯、または亜熱帯。ケニア中央からタンザニア北東にかけての高原 1.5km から 3km の地帯に分布し、農地や草原に生息する。
焼畑農業が盛んな地域に生息することから、環境の悪化による生息数の減少が懸念されている。タンザニアにおける本種の生息域のすべては、国立公園として保護されている範囲内にある。

## 形態
茶色を基調とする小型の鳥で、嘴と脚はピンク色である。オスは発情期に入ると姿を変える。全身は肩と翼の一部を除いて漆黒の飾り羽に覆われ、尾羽は内側に巻きながら 20cm ほどまで伸びる。嘴の色は明るい青灰色に変化する。

## 生態
カヤやキビの種子、シロアリなどを食する。
一夫多妻制であり、繁殖は一年を通して見られる。発情期になるとオスは尾羽を見せびらかすように地上を飛び跳ねて回り、メスに求愛する。メスの評価基準は、ジャンプの頻度であるという見方もあれば、尾羽のつやや美しさが証明する健康さであるとする見方もある。
草を編んでドーム状の巣を作り、10cmほどの大きさの卵を2個から4個産み付ける。卵は12日から13日で孵化し、それから17日前後で巣立つ。